# ソーシャル・ネットワーク (映画)
『ソーシャル・ネットワーク』（原題: The Social Network）は、2010年のアメリカの伝記ドラマ映画。デヴィッド・フィンチャーが監督、アーロン・ソーキンが脚本を務めた。2009年に出版されたベン・メズリックの著書『facebook 世界最大のSNSでビル・ゲイツに迫る男』を映画化したもので、ソーシャル・ネットワーキング・サイト「Facebook」の設立とそれに伴う訴訟を描いている。主演のジェシー・アイゼンバーグは、創業者のマーク・ザッカーバーグを演じるほか、アンドリュー・ガーフィールドはエドゥアルド・サベリン、ジャスティン・ティンバーレイクはショーン・パーカー、アーミー・ハマーはキャメロン、タイラー・ウィンクルヴォス兄弟、マックス・ミンゲラはディヴィヤ・ナレンドラを演じている。ザッカーバーグをはじめとするFacebook社（現：Meta）はこのプロジェクトに関与していないが、サベリンはメズリックの著書のコンサルタントを務めている。
2010年10月1日にコロンビア ピクチャーズから米国で公開された。批評的、興行的ともに大成功を収め、4,000万ドルの製作費で2億2,400万ドルの興行収入を記録し、批評家からは、フィンチャー監督の演出、演技（特にアイゼンバーグとガーフィールド）、脚本、編集、音楽などが高く評価された。78人の批評家がその年のベスト作品のひとつに挙げ、22人の批評家がベスト作品に挙げた。また、ナショナル・ボード・オブ・レビューでは、2010年の最優秀作品に選ばれた。第83回アカデミー賞では、作品賞、監督賞、アイゼンバーグの主演男優賞を含む8部門にノミネートされ、脚色賞、作曲賞、編集賞の3部門を受賞した。また、第68回ゴールデングローブ賞では、作品賞（ドラマ部門）、監督賞、脚本賞、作曲賞を受賞した。2016年には、海外の映画評論家117人によって、21世紀のベスト100の中で27位に選ばれた。

## ストーリー
2003年秋。ハーバード大学2年生のマーク・ザッカーバーグは、ボストン大学に通う恋人のエリカとファイナル・クラブ（ハーバード大学の学生秘密結社）や部活動などについて語り合っているうち口論になり、「アンタがモテないのは、おたく（ナード）だからじゃなくて、性格がサイテーだからよ」と言われてフラれる。怒ったマークはブログに彼女の悪口を書き並べ、さらに腹いせにハーバード大学のコンピュータをハッキングして女子学生の写真を集め、女の子の顔の格付けサイト「Facemash」を立ち上げる。サイトは瞬く間に話題となり、立ち上げから2時間で2万2000アクセスを集め、4時間で大学のサーバーをダウンさせてしまう。
後日、大学の査問委員会に呼び出しを食らったマークは、半年間の保護観察処分を受け、大学中の女子学生の嫌われ者となる。そこへ、ボート部に所属するエリート学生である双子兄弟、キャメロン・ウィンクルヴォス、タイラー・ウィンクルヴォスと、その友人のディヴィヤ・ナレンドラに声を掛けられる。3人はマークの優れたプログラミング能力に目を付け、「harvard.eduドメイン」に群がる女性に出会うことを目的としたハーバード大学の学生専用コミュニティサイト「ハーバード・コネクション」の制作協力を依頼する。
これにヒントを得たマークはソーシャル・ネットワーキングサイトの制作を始め、親友のエドゥアルド・サベリンに1000ドルの出資とCFO（最高財務責任者）への就任を頼む。マークはウィンクルボス兄弟らとの接触を避けてサイト制作を進め、2004年初頭、「The Facebook」は誕生する。「The Facebook」は、エドゥアルドが所属するファイナル・クラブ「フェニックス - S K・クラブ」の人脈を利用して瞬く間に広まってゆく。これに気付いたウィンクルボス兄弟らは、アイデア盗用でマークを訴えようとしたが、資産家の子息でもある彼らは「ハーバードの紳士は訴えない」という思想のために思い留まった。
「The Facebook」の流行のおかげで、マークは女子からモテるようになった。気をよくしたマークは、偶然見かけたエリカに「二人きりで話したい」と声を掛けるが、彼女はすげなく一蹴する。マークは、「The Facebook」がハーバード大学の学内限定公開で、名声も学内に留まっていると考え、サイトをさらに大きくしようと決意し、システムを改良して他大学へも次々と開放してゆく。
その頃、アメリカ西海岸では、Napsterの設立者であるショーン・パーカーが、行きずりの女子大生とベッドで朝を迎えていた。ショーンは、そこで偶然目にした女子大生のお気に入りサイト「The Facebook」に興味を持ち、サイトを通じて直ちにマークたちに連絡を取った。西海岸にスポンサーを探しに来たマークとエドゥアルドは、ショーンと面会してビジネスの相談を持ち掛けようとするが、ショーンの一方的な「独演会」となってしまう。自分の考えをまくし立てるショーンに対し、エドゥアルドは人となりに疑いを抱く一方、マークはその考えに魅了されていた。
ショーンの「Theがない方がクール」という提案を受け、サイトの名前は「The」を取って「Facebook」とし、会社の拠点は西海岸カリフォルニア州のパロアルトに移した。2004年夏、マークたちは西海岸でサイトの改良作業を進め、エドゥアルドは東海岸のニューヨークでスポンサー探しを進める。その間に、ショーンはマークたちが借りた家に転がり込み、マークに「俺たちの時代が来た」と語って自分たちの力で事業を拡大することを訴え、新たな投資会社との契約を成立させてゆく。そこへエドゥアルドがニューヨークから戻り、自分の知らぬ間に次々と事が進んでいることに激怒する。エドゥアルドは会社の銀行口座を凍結させてショーンとマークが進める投資話を止めようとし、マークとの友情に亀裂が入る。
同じ頃、イギリスのボートレース大会に参加していたウィンクルボス兄弟は、「Facebook」がヨーロッパの大学にまで浸透するほど巨大化している事実を知り、訴訟の提起を決意する。また、エドゥアルドは、30%以上あった持ち株比率を0.03%まで希薄化される罠にはめられ、CFOを降ろされてしまったため、訴訟の提起を決意する。こうしてマークは2つの訴訟を抱えることとなった。女性弁護士から「あなたにとってはスピード違反の金額と変わらない」と示談を勧められたマークは、2つの訴訟を示談で決着をつける。マークがノートパソコンで「Facebook」を開き、別れた元恋人のエリカに友達申請を行うところで映画は幕を閉じる。

## キャスト
| 役名                                                | 俳優                                              | 日本語吹替 |
| --------------------------------------------------- | ------------------------------------------------- | ---------- |
| マーク・ザッカーバーグ                              | ジェシー・アイゼンバーグ                          | 武藤正史   |
| エドゥアルド・サベリン                              | アンドリュー・ガーフィールド                      | 小松史法   |
| ショーン・パーカー                                  | ジャスティン・ティンバーレイク                    | 浪川大輔   |
| キャメロン・ウィンクルボス タイラー・ウィンクルボス | アーミー・ハマー ジョシュ・ペンス (ボディダブル） | 四宮豪     |
| ディヴィヤ・ナレンドラ                              | マックス・ミンゲラ                                | 加瀬康之   |
| エリカ・オルブライト                                | ルーニー・マーラ                                  | 久嶋志帆   |
| ダスティン・モスコビッツ                            | ジョゼフ・マゼロ                                  | 鈴木正和   |
| クリスティ・リン                                    | ブレンダ・ソング                                  | 東條加那子 |
| サイ                                                | ジョン・ゲッツ                                    | 小川真司   |
| マリリン・デプリー                                  | ラシダ・ジョーンズ                                | 甲斐田裕子 |
| ゲイジ                                              | デヴィッド・セルビー                              | 小島敏彦   |
| グレッチェン                                        | デニス・グレイソン                                | 佐藤しのぶ |
| シャロン                                            | エマ・フィッツパトリック                          | 小橋知子   |
| クリス・ヒューズ                                    | パトリック・メイペル                              | 川原元幸   |
| ローレンス・サマーズ学長                            | ダグラス・アーバンスキ                            | 島香裕     |
| アメリア・リッター (エイミー)                       | ダコタ・ジョンソン                                | 木下紗華   |
| ジョシュ・トンプソン                                | トレヴァー・ライト                                |            |
| ピーター・ティール                                  | ウォレス・ランガム                                |            |
| K.C.                                                | シェルビー・ヤング                                |            |
| アリス                                              | マリース・ジョー                                  | 岡田栄美   |
| コックス                                            | バリー・リヴィングストン                          | 塾一久     |
| ビル・ゲイツ                                        | スティーブ・サイレス                              | 上田燿司   |
| エリカのルームメイト                                | マルセラ・レンツ＝ポープ                          | 牛田裕子   |
| アン                                                | インガー・チューダー                              | 藤生聖子   |
| ステュアート                                        | ヴィクター・Z・アイザック                         | 坂巻学     |
| ボブ                                                | マーク・ソウル                                    | 佐藤健輔   |
| アルベール                                          | ジェームズ・シャンクリン                          | 河本邦弘   |
| ハワード                                            | ジョン・ヘイデン                                  | 永田博丈   |
| ビリー・オルソン                                    | ブライアン・バーター                              | 宮下栄治   |
| フェニックス代表                                    | ダスティン・フィッツシモンズ                      |            |
| フェニックスの上級生                                | ブレット・リー                                    | 中川慶一   |

- 吹替その他：新田万紀子、前島貴志、丸山壮史、水野貴雄
- 字幕翻訳(劇場・ビデオ版) 松浦美奈
- 吹替版翻訳 松崎広幸
- 吹替版演出 安江誠
- 翻訳監修 三橋ゆか里(TechWave)

## 製作
2009年8月より、合衆国各州でオーディションが始まった。マーク・ザッカーバーグ役にはシャイア・ラブーフやマイケル・セラが候補に挙がっていたが、最終的にジェシー・アイゼンバーグに決まった。
エドゥアルド・サベリン役のアンドリュー・ガーフィールドは当初マーク役のオーディションを受けていたが、フィンチャーからの薦めでサベリン役にキャスティングされた。マークについて深く知っていたことが役作りの役に立ったと本人が述べている。
撮影は2009年10月よりマサチューセッツ州ケンブリッジで始まった。いくつかのシーンはフィリップス・アカデミーやミルトン・アカデミー周辺で撮影された。カメラはレッド・ワンが使われ、4K解像度で撮られた。映画冒頭のマークとエリカの会話シーンでは99テイクもの撮影が行われた。

### サウンドトラック
2010年6月1日、トレント・レズナーとアッティカス・ロスが本作の音楽を手掛けることが発表された。サウンドトラック盤は、ヌル・コーポレーションレーベルよりさまざまなフォーマットで9月28日に発売された。サウンドトラックの内5曲を無料でダウンロード可能である。また、映画のエンドクレジットではビートルズの「ベイビー・ユーアー・ア・リッチ・マン」が流れるが、これはサウンドトラック盤には収録されていない。

## マーケティング
2010年6月18日に劇場用ポスターが公開された。予告編第一弾は同年6月25日に公開された。7月8日には第二弾が公開された。7月15日には劇場で全長版予告が流れ、レディオヘッドの楽曲「クリープ」をスカラ・アンド・コラシニ・ブラザーズがカバーしたものが使われた。

## 評価と反応
本作は、批評家・観客どちらからも大絶賛された。特に主要キャスト陣(ジェシー・アイゼンバーグ　アンドリュー・ガーフィールド　ジャスティン・ティンバーレイクら)の演技とアーロン・ソーキンの脚本とT・レズナーとA・ロスの劇伴が絶賛された。

### Facebook側の反応
映画を作成するにあたり、脚本を担当したソーキンは実際にマーク・ザッカーバーグに取材を申し込んだが断られた。ソーキンは後に「最終的には映画の客観性を保つ意味ではそれで良かった」と述懐している。また、書籍の著者であるベン・メズリックも、マークだけでなく当時を最もよく知る人物としてエドゥアルド・サヴェリンに取材を申し込んだが、双方ともに拒絶されたものの、映画に関してはエドゥアルドが監修として参加している。
マークは全米公開後に映画館を借りて、Facebook社員全員と共に見て、作中に登場するアップルティーニを飲んだようである。その後にザッカーバーグが行ったスタンフォード大学での講演にて、社会的地位を得るためにFacebookを立ち上げたように描かれている点、作中ではエリカに振られたあとに女性にモテるためにFacebookを立ち上げたように描かれているが、実際にはFacebook立ち上げ時にはすでに別の恋人（現妻のプリシラ・チャン）がいたため事実と異なるとコメントした。一方で、「映画の中でキャストが着ているシャツやフリースは、実際僕が着ているものと同じだよ」と、衣裳に関しては評価した。また、自身を演じたアイゼンバーグの演技についても「なかなか良かった」とコメントした模様である（Facebookの社員であるアイゼンバーグの従兄弟からアイゼンバーグが又聞きしたところによる）。さらにアメリカ国内で1月29日に放映された『サタデーナイトライブ』では、アイゼンバーグと対面し、映画について「見た」と答え、感想を「興味深かった」とコメントした。

### 評論家の反応
Rotten Tomatoesでは、96%（268名中258名）の評論家が本作に肯定的な評価を下し、また平均点は10点満点で9.0点となった。また、Metacriticでの平均スコアは、42のレビュー中好意的なものが41で、平均点は100点満点中95点だった。『シカゴ・サンタイムズ』の映画評論家のロジャー・イーバートは4つ星満点を与えた。また、『ローリング・ストーン』誌のピーター・トラヴァースも2010年初めてとなる4つ星満点を与え、「2010年の最高傑作」と評した。『ザ・ハーバード・クリムゾン』紙では「完璧である」と評され、5つ星が与えられた。クエンティン・タランティーノは2010年のベスト映画として、『トイ・ストーリー3』に次いで本作を挙げた。

#### トップテン入り
本作は多くの評論家の年間トップテンに選ばれた。
| - 1位 – ピーター・トラヴァース、『ローリング・ストーン』 - 1位 – ロジャー・イーバート、『シカゴ・サンタイムズ』 - 1位 – アンドレア・グルンヴァル、『シカゴリーダー』 - 1位 – オーウェン・グレイバーマン、『エンターテインメント・ウィークリー』 - 1位 - リサ・シュワルツバウム、『エンターテインメント・ウィークリー』 - 1位 - ベッツィ・シャーキー、『ロサンゼルス・タイムズ』 - 1位 - ケネス・テュラン、『ロサンゼルス・タイムズ』 - 1位 - レネ・ロドリゲス、『マイアミ・ヘラルド』 - 1位 - ジム・エマーソン、『MSNムービーズ』 - 1位 - デイヴ・マッコイ、『MSNムービーズ』 - 1位 - マリー・ポールス、『MSNムービーズ』 - 1位 - ステーヴン・ホールデン、『ニューヨーク・タイムズ』 - 1位 - デヴィッド・デンビー、『ザ・ニューヨーカー』 - 1位 - 『ナウ』 - 1位 - ティム・ロベイ、『テレブラフ』 - 1位 - ジョシュア・ロスコフ、『タイム・アウト・ニューヨーク』 - 1位 - アン・ホーナデイ、『ワシントン・ポスト』 | - 2位 – タイ・バー、『ボストン・グローブ』 - 2位 – スティーヴ・ラモス、『ボックスオフィス』 - 2位 – 『エンパイア』 - 2位 – カーク・ハニカット、『ザ・ハリウッド・レポーター』 - 2位 – トッド・マッカーシー、『ザ・ハリウッド・レポーター』 - 2位 – ショーン・アクスメイカー、『MSNムービーズ』 - 2位 – グレン・ケニー、『MSNムービーズ』 - 2位 – キム・モーガン、『MSNムービーズ』 - 2位 – リチャード・ブローディー、『ザ・ニューヨーカー』 - 2位 – フィリップ・フレンチ、『オブザーバー』 - 2位 – タシャ・ロビンソン、『ジ・オンライン・AVクラブ』 - 2位 – デヴィッド・フィアー、『タイム・アウト・ニューヨーク』 |

### 興行成績
北米2771館で封切られ、公開初週末3日間で2244万5653ドルを稼いで初登場1位となった。2週目の週末3日間では1545万1991ドルを稼ぎ、公開1週目の『かぞくはじめました』などを退けて連続1位を獲得した。

## ホームメディア
2011年1月11日に北米でDVDとBDが発売された。1週目だけでDVDが1347万305ドルを売り上げ、初登場1位となった。オーディオコメンタリーはデヴィッド・フィンチャーのものと、アーロン・ソーキンとキャスト勢によるものの2種類がある。日本では同年5月25日に発売された。
- ソーシャル・ネットワーク デラックス・コレクターズ・エディション（2枚組、ブルーレイとDVDでリリース）
  - ディスク1：本編ディスク
    - 映像特典（ブルーレイ版のみ）
      - BD-LIVE

    - 音声特典
      - オーディオコメンタリー1（監督：デヴィッド・フィンチャー）
      - オーディオコメンタリー2（脚本：アーロン・ソーキン×ジェシー・アイゼンバーグ×アンドリュー・ガーフィールド×ジャスティン・ティンバーレイク×アーミー・ハマー×ジョシュ・ペンス）

  - ディスク2：特典ディスク
    - フェイスブックの映画ができるまで
      - 始まり
      - ボストン
      - ロサンゼルス
      - スタジオ

    - 製作の舞台裏
      - ビジュアルについて：ジェフ・クローネンウェス、デヴィッド・フィンチャー
      - 編集について：アンガス・ウォール、カーク・バクスター、レン・クライス
      - 音楽について：トレント・レズナー、アッティカス・ロス、デヴィッド・フィンチャー
      - “山の魔王の宮殿にて”：楽曲調査
      - スワーマトロン：“個性的”な音楽を求めて
      - ルビー・スカイVIPルーム：マルチアングルシーンでの分析
- ソーシャル・ネットワーク DVD1枚組版（2011年12月21日発売）
  - 音声特典（デラックス・コレクターズ・エディション：ディスク1と同様）
- ソーシャル・ネットワーク ブルーレイ1枚組版（2011年12月21日発売）
  - 映像特典
    - BD-LIVE

  - 音声特典（デラックス・コレクターズ・エディションと同様）